# Wilhelm Bohl
Wilhelm Bohl (* 10. Juli 1886 in Mitterfels; † 30. Oktober 1958 in Bad Tölz) war ein deutscher römisch-katholischer Theologe und von 1920 bis 1934 hauptberuflich tätig bei den Akademischen Arbeiter-Kursen München e. V. (Name ab 1923: Volkshochschule München Akademische Arbeiterkurse e. V.; ab 1926: Volkshochschule München e. V.), zunächst als Syndikus, später als Geschäftsführer bzw. Direktor. 

## Leben
Wilhelm Bohl war der Sohn eines Gerichtsvollziehers erster Klasse. Er besuchte die Schulen im Kloster St. Ottilien und in Dillingen, wo er das Abitur ablegte. Ab 1907 studierte er römisch-katholische Theologie in München, besuchte das Priesterseminar und wurde 1910 zum Priester im Bistum Augsburg geweiht. Von 1910 bis 1919 war er als katholischer Geistlicher im Bistum Augsburg tätig, u. a. in Haldenwang, Dinkelsbühl und Bühl (Dekanat Stiefenhofen). Nach Auseinandersetzungen mit der Kirchenhierarchie wurde er 1918 von seinen geistlichen Funktionen in Dinkelsbühl suspendiert und zu drei Semester Studium des Völkerrechts am Pontificium Collegium Germanicum et Hungaricum de Urbe in Rom abgeordnet. 1919 gab er das Priesteramt auf und schied aus dem Kirchendienst aus. Im Mai 1920 heiratete er Emma Wilhelmine Brunner (* 11. November 1884; † 31. März 1947).
Nach der nationalsozialistischen Machtübernahme, die in Bayern im März 1933 erfolgte, hat er umgehend die Gleichschaltung der Volkshochschule München betrieben. Sie wurde bereits am 1. Mai 1933 endgültig institutionell und personell vollzogen. Die Volkshochschule wurde „als erste nationale Bildungsstätte des Deutschen Volkes eröffnet“ und Bohl trat der NSDAP bei. Mitte 1934 endete jedoch die Tätigkeit der Volkshochschule, an ihre Stelle trat als nationalsozialistische Nachfolgeeinrichtung die von der NS-Gemeinschaft Kraft durch Freude getragene Nationale Volksbildungsstätte München. Die Leitung übernahm zunächst Bohl, der aber im November 1934 in dieser Funktion abgelöst und als Organisationsreferent weiter beschäftigt wurde. Im April 1935 wurde er aus dem Arbeitsverhältnis entlassen und erwerbslos.
Ab 1. November 1935 bis 1945 war er Mitarbeiter (ab 9. November 1938 in der Funktion eines Stellenleiters) des Anfang 1934 in Berlin gegründeten, im selben Jahr nach München verlegten und ab 3. Juni 1935 in einem Gebäude der Reichsleitung der NSDAP in der Barer Straße 15 ansässigen Hauptarchivs der NSDAP. Zuständig war er dort für die Bereiche Judentum, Freimaurerei und politischer Katholizismus. 1937 war er maßgeblich beteiligt an der Propagandaausstellung „Der ewige Jude“.
Nach 1945 war er im Vorstand des Bayerischen Volksbildungs-Verbandes tätig. Von 1949 bis 1957 war er Geschäftsführer des Instituts für Sozialpolitik und Arbeitsrecht in München.